# Visconde de Monserrate
Visconde de Monserrate é um título nobiliárquico criado por D. Luís I de Portugal por decreto de 7 de junho de 1870, em favor de Sir Francis Cook.
Titulares
1. Francis Cook (1817–1901);
2. Frederico Lucas Cook (1844–1920).

Após a implementação da República e o fim do sistema nobiliárquico, foi pretendente ao título Herbet Frederick Cook (?–1939).